# فرودگاه نظامی رابرت
فرودگاه نظامی رابرت (به انگلیسی: Roberts Army Heliport) یک فرودگاه نظامی با کد یاتا SYL است . این فرودگاه در کشور ایالات متحده آمریکا قرار دارد و در ارتفاع ۱۹۲ متری از سطح دریا واقع شده است.